# النخبة الصوتية المختارة للصغار
جمعية المكتبات الأمريكية للكتب الصوتية المختارة الموجهة للصغار (بالإنجليزية:  the amazing audiobooks for young adults)‏. يتم تحديد مجموعة من الكتب الصوتية، ليتم التوصية بها وتقديمها سنويا باسم قسم جمعية خدمة المكتبات للصغار.
أصدرت جمعية خدمة المكتبات للصغار القائمة الأولى بالكتب الصوتية المختارة للصغار في عام 1999. وفي عام 2009 أعيد تسمية الجمعية إلى النخبة الصوتية المختارة للصغار (بالإنجليزية: The Amazing Audiobooks for Young Adults)‏.
تساعد هذه القائمة القراء الصغار على إيجاد ما يناسبهم من الكتب المسموعة، والتي تعتبر كنز مهمل في المكتبات المدرسية. حيث تمكن أمناء المكتبات جذب العديد من القراء الجدد، وإيجاد طرق جديدة وعملية للتواصل مع المدرسين. حيث أن إيجاد كتب صوتية ذات جودة يعتبر عملية صعبة مع الاخذ بنظر الاعتبار جودة الصوت، ووتيرته، وتنوعه، وأصالته الثقافية، والرواة المتخصصين في مقابل الاشخاص المتطوعين، والمهارة الاّلية في مقابل المهارة الإنسانية، كذلك تقديم مايناسب اهتمام القراء، وقدرتهم على الأستمرار في القراءة، وطول الكتاب الصوتي واكثرمن ذلك. توصي أغلب المكتبات والمؤسسات المعلمين والاّباء باختيار الكتب الصوتية المناسبة ضمن قائمة النخبة الصوتية المختارة للصغار.

## المعايير
لكي يختار الكتاب الصوتي ليكون ضمن القائمة المختارة، يجب أن يكون تاريخ إصدار الكتاب الصوتي أو تاريخ نشره خلال الأربع وعشرون شهرًا السابقة لإصدار القائمة. تتم الكتب الصوتية مجموعة من المواضيع التي تستهدف الاعمار مابين 12 و 18 سنة. وتختار الكتب الصوتية على إساس عدة معايير لتضمن في القائمة:
- يجب أن تلائم الكتب الصوتية الأعمار مابين 12-18. وهذا يشمل الكتاب الذي من الممكن أن يكون نصه غير مناسب لهذه الفئة العمرية.
- إذا تمت ملائمة النص يجب ان يكون مترابط وموسع أو مكمل للنص الاصلي.
- يجب أن تستخدم المؤثرات الصوتية والصوت والموسيقى واللغة في الكتاب الصوتي بشكل متناسق وفعال.
- أن يكون الكتاب الصوتي مناسب للعرض التقديمي الصوتي.
- يجب أن يكون هنالك تناسق قارئ النص والنص المكتوب.
- يجب أن يكون الكتاب الصوتي منتج بطريقة احترافية.
- يجب أن تكون الكلمات منطوقة بشكل صحيح.
- يجب أن يكون صوت القارئ خلال التسجيل واضح.
- يجب أن يتضمن الكتاب الصوتي صندوق وصف يحتوي على المعلومات كاملة.

## الجوائز
بعد تكريم جميع الكتب الصوتية المشاركة، تقوم جمعية خدمات مكتبات الشباب (YALSA) بإختيار عشرة كتب كأفضل مجموعة كل عام.